# Никонов, Павел Фёдорович
Па́вел Фёдорович Ни́конов (род. 30 мая 1930, Москва) — советский и российский живописец и график, педагог, профессор.
Академик РАХ (2000; член-корреспондент 1997). Народный художник РФ (1994). Дважды лауреат Государственной премии Российской Федерации (2002, 2022). Один из основоположников «сурового стиля».

## Биография

### Ранние годы
Родился в 1930 году в Москве в семье Фёдора Павловича Никонова, советского военного деятеля, участника Октябрьской революции, одного из инициаторов создания Академии Генерального Штаба Красной Армии, и Зинаиды Юльевны Фишер, дворянки по происхождению, получившей образование в Институте благородных девиц, заведующей библиотекой Генерального штаба. В 1929 году отец был репрессирован и отправлен в ссылку в Казахстан. После ареста Фёдора Павловича мать Никонова с сыном Михаилом (старшим братом Павла) переселили из квартиры в Софийском подворье в комнату в коммунальной квартире в двухэтажном деревянном доме в Токмаковом переулке, 30 в районе площади Разгуляй. Фёдор Павлович вернулся в Москву из ссылки в 1938 году. Именно отец оказал наибольшее влияние на выбор профессии художника. По словам Никонова, «он фанатичен был в желании увидеть в нас кого угодно, но только не людей, которые связаны с политикой»
.

### Образование
С 1942 по 1949 год учился в Московской средней художественной школе у В. В. Почиталова, А. О. Барща и А. П. Шорчева. В годы войны вместе со школой был эвакуирован в Башкирию, в село Воскресенское. В эвакуации Никонов был вместе со старшим братом Михаилом, а также с В. И. Ивановым, Г. М. Коржевым,  В. Ф. Стожаровым, А. А. Тутуновым, П. П. Оссовским и другими учениками школы, позднее ставшими известными художниками.
С 1949 по 1956 годы учился в Московском государственном институте им. В. И. Сурикова, где учился у художников В. Г. Цыплакова, П. П. Соколова-Скаля, Н. Х. Максимова и П. Д. Покаржевского. Год поступления Никонова в МГАХИ им. В. И. Сурикова (1949) был ознаменован сменой профессорско-преподавательского состава института под флагом борьбы с формализмом. Новым ректором института стал Ф. А. Модоров. Во время его руководства с 1948 по 1962 годы усиливается идеологическое давление на педагогов и студентов. От преподавания были отстранены ректор института С. В. Герасимов, профессора А. А. Осмёркин, А. Т. Матвеев, Н. М. Чернышёв и другие. В новый состав вошли борцы с «формализмом», лауреаты сталинских премий и художники АХРРа: ректор Ф. А. Модоров, В. П. Ефанов, П. П. Соколов-Скаля, Ф. П. Решетников и П. И. Котов. Этот период часто называют «модоровщина».
Я бы своё образование разделил на две части: очень качественный и очень высокий уровень образования я получил в художественной школе, потому что там были педагоги ещё старой культуры, великолепные художники и люди высокой культуры. И антиобразование – это в институте.П. Ф. Никонов

### «Октябрь» и поездка в Чехословакию
Дипломная картина Никонова «Октябрь» (1956) получила высокую оценку его учителя,  АХРРовца П. П. Соколова-Скаля. В статье для журнала «Творчество» он похвалил работу Никонова, а также вплёл в интерпретацию важнейшие для «оттепели» фигуры. В статье Соколов-Скаля написал: «на переднем плане у костра вот-вот появятся фигуры двух великанов-поэтов героического времени – Маяковского и Блока в страстном идейном поединке». Классику социалистического реализма не в картине Никонова не хватало классицистического конфликта – двух противостоящих друг другу персонажей, своеобразных Гектора и Андромахи.
Благодаря протекции учителя Никонова П. П. Соколова-Скаля, бывшего председателем жюри, картина завоевала большую серебряную медаль на Всесоюзной художественной выставке в рамках VI Всемирного фестиваля молодёжи и студентов (1957) в Москве. По воспоминаниям Никонова, Соколов-Скаля сказал ему: «Ну, что, Никонов, мы тебе медаль дадим. Пришлось поработать — я с ГДР договорился, с Польшей, сказал, если вы поддержите нас, мы поддержим вас».
Кроме серебряной медали, наградой за картину стала двухмесячная поездка в Чехословакию, куда Никонов отправился в 1958 году. Во время поездки он жил в Праге у председателя Ассоциации чешских художников-графиков Вацлава Фиала и его жены Марианны, младшей сестры Д. Д. Бурлюка, где благодаря репродукциям в белоэмигрантских журналах впервые познакомился с творчеством таких художников, как Б. Д. Григорьев и М. З. Шагал.

### Суровый стиль. «Рыбаки» и «Наши будни»
«Суровый стиль» стал отражением «оттепельных перемен», происходивших в СССР после XX съезда КПСС. В эпоху «Оттепели» состоялись такие важные для советской культуры события, как Всемирный фестиваль молодежи и студентов (1957). Никонов, вспоминая о международной выставке в рамках фестиваля, утверждал, что «Этот фестиваль для нас открыл целый мир, так как мы жили в полной изоляции, варились в собственном соку. <...> Наши работы отличались выдуманностью и совершенно нереальным характером самих картин, в то время как зарубежные художники показали произведения, которые по-настоящему можно было бы назвать глубоко реалистическими». Кроме того, в 1959 году после почти 30-летнего перерыва возобновляет работу Московский международный кинофестиваль, на котором были показаны в том числе фильмы режиссёров Новой волны и итальянских неореалистов, вдохновившие многих художников поколения Никонова.
В 1959 году к V Молодёжной выставке Никонов написал картину «Рыбаки» (1959). Картина была создана под влиянием кинематографа итальянского неореализма. В том же году эту картину купил А. А. Дейнека для своей личной коллекции.
В 1959 году Никонов отправился в Сибирь на строящуюся Братскую ГЭС. На основе собранных во время поездки материалов художник написал картину «Наши будни» (1960). Задний план картины написан под влиянием творчества Александра Дейнеки и его картины «Оборона Петрограда» (1928). Официальная критика обвинила художника в «огрублении образа». Картина была официально признана «творческой неудачей» и вызвала широкую общественную дискуссию.
И когда нас ругали, таскали в ЦК, мы искренне недоумевали: «За что вы нас ругаете?! Мы вписываемся в вашу идеологию, ездим в Сибирь, прославляем ваши стройки!» Непонятно было…П. Ф. Никонов
Искусствовед и арт-критик Дмитрий Смолев считает картины «Рыбаки» (1959) и «Наши будни» (1960) единственными в творчестве Никонова «безоговорочно укладывающимися в каноны сурового стиля», который он описывает как «производственную тему на новый лад».

### «Геологи»
Самая известная картина Павла Никонова, «Геологи» (1962), была написана по материалам творческой поездки, длившейся с мая по сентябрь 1960 года в составе геологической экспедиции в районе Восточных Саян. Сюжет картины связан с моментом, когда участники экспедиции вместе с художником встретили заблудившихся голодных, оборванных и измождённых туристов, у которых перевернулся плот. Туристы просили у участников экспедиции оленей, но те не смогли им ничем помочь. Проводники (тофалары) накормили заблудившихся туристов и проводили их до ручья. На картине изображён тофалар, ожидающий когда один из туристов перемотает портянки. Никонову эта сцена напомнила фрески Джотто: «Я привёз уйму материала, вспомнил тофалара верхом на олене, проводы туристов, их обречённый вид и Джотто. Это дало решение моей картины Геологи».
В 1962—1963 годах картина была показана на выставке «30 лет МОСХ» и вызвала критику Хрущёва.
Вот кто заплатил? Вот тот и пусть платит свои деньги, а я не буду платить. Государственных денег мы платить не будем. Пусть пишут и пусть продают, но не за счёт государства.
Интересно, кто заказывал, потому что тот, кто заказывал, пусть он и заплатит. Пусть он добросовестно выполнит обязательства. Пусть он себе повесит на шею. Картина должна вдохновлять человека, она должна его возвышать, вдохновлять на подвиг ратный, трудовой. А это что? Вот тянет осёл осла, тянется как во времена старые обречённый на казнь.Н. С. Хрущёв о картине Никонова «Геологи»
Работа была признана «творческой неудачей». Т. Т. Салахов спас картину от уничтожения и отвёз её в Баку, где она хранилась на даче у второго секретаря ЦК П. М. Елистратова. В 1987 году картина стала частью собрания Третьяковской галереи.

### Выставка «30 лет МОСХа»
По словам Никонова, экспозиция выставки «30 лет МОСХ» (1962—1963) была построена иначе, чем прежние выставки Союза художников в Манеже. В стандартной экспозиции в первом зале обязательно был портрет и бюст Ленина. За ним академики и народные художники, и только за ними все остальные. На выставке «30 лет МОСХ» вместо академиков и народных художников разместили картины репрессированных, расстрелянных и изгнанных из Союза художников авторов. Павел Никонов принимал активное участие в подготовке выставки «30 лет МОСХ». По предложению Д. А. Шмаринова показать художников, которые были первыми в рядах Союза, Никонов вместе с художниками братьями Смолиными посещал запасники музеев и мастерские художников, активно работавших в 1920-х и 1930-х годах и позднее исключённых из художественной жизни. В экспозиции «30 лет МОСХ» после долгого забвения были представлены такие художники, как Б. А. Голополосов, А. А. Древин, А. В. Щипицын, Л. Ф. Жегин, С. Б. Никритин и другие. Картина П. М. Шухмина «Приказ о наступлении» (1927) была найдена свёрнутой на барабан в Центральном доме Советской Армии. Картины К. Н. Истомина его ученик и друг Леонид Казенин хранил под диваном в комнате своей коммунальной квартиры. Во время подготовки выставки возник термин «поддиванная живопись». Некоторые члены правления СХ, в том числе Г. М. Коржев, выступали против экспонирования живописи репрессированных художников. Однако их всё же удалось включить в экспозицию. Открытие имён многих из этих художников и их живописи оказало огромное влияние на творческие поиски Никонова.
Нам удалось открыть целый пласт мастеров, которые были забыты, изгнаны из Союза художников, не показывались на выставках. Тогда мы познакомились с Александром Древиным, Надеждой Удальцовой и всей плеядой художников 1920–1930-х годов. Качество живописи было такое, что я для себя понял, что с прежними моими картинами надо завершатьП. Ф. Никонов

### Двойной раскол
События вокруг выставки «30 лет МОСХа» обозначили раскол на правое консервативное крыло, представленное Академией художеств с одной стороны, и так называемый «Левый МОСХ», представителями которого был Павел Никонов и его коллеги В. Е. Попков, В. Б. Эльконин, Н. И. Андронов, А. В. Васнецов и другие. На волне разоблачения выставки художник В. А. Серов стал президентом Академии художеств СССР. Академия художеств, по словам Никонова, олицетворяла собой «всё самое реакционное и приспособленческое». Это противостояние доходило до тайных заговоров.
Одновременно с работами, представленными в основной экспозиции, на антресольном этаже Манежа была показана выставка студии Э. М. Белютина, Ю. И. Соостера, В. Б. Янкилевского и Э. И. Неизвестного. Представленные там работы привели Хрущёва в ярость. Несмотря на это все представленные в основной части выставки работы на антресольном этаже) остались в экспозиции. Сам Никонов объясняет произошедший конфликт тем, что консервативно настроенные художники старшего поколения не хотели терять свои позиции и привилегии и для этого спровоцировали гнев Хрущёва и последующие санкции в отношении молодых художников. Позднее произошли две встречи участников выставки с Н. С. Хрущевым и другими представителями администрации, на которых от художников требовали покаяться и объяснить свою позицию. На встрече в конце декабря 1962 года на заседании идеологической комиссии ЦК КПСС, куда пригласили некоторых участников выставки, Никонов резко высказался против выставленных в Манеже неофициальных художников.
Не для этого мы ездили в Сибирь, не для этого я вместе с геологами ходил в отряде, не для этого нанимался туда рабочим, не для этого мы несли свои произведения, чтобы повесить их с работами, которые никакого отношения к живописи не имеют... Это фальшивое сенсационное искусствоП. Ф. Никонов
Таким образом, дискуссии вокруг выставки определили раскол как между левым и правым крылом официального советского искусства, так и между официальным и неофициальным искусством.

### «Смольный — штаб Октября» и «Москва праздничная»
В 1960-х и 1970-х Никонов создаёт картины по официальному заказу. Одна из них «Смольный — штаб Октября» (1965), которая не была принята заказчиком, но, благодаря стечению обстоятельств, оказалась в коллекции Русского музея.
Когда я учился в школе, в учебниках писали — «октябрьский переворот», а не революция. И я решил — если переворот, значит — заговор. То есть Ленин и его соратники собрались и решили в эту ночь взять власть в свои руки. А тогда в творческих союзах играли большую роль парткомы. И один из членов парткома написал заказчику, что работа безобразная и совершенно неправильно трактует октябрьские события. И заказчик прислал отказ. Но на мое счастье тогда в Москву приехал В. А. Пушкарёв, и он узнал об этом. Посмотрел, спросил: «Она вам не нужна? — Нет». И забрал — потом она неоднократно выставлялась в экспозиции Русского музея. Так что опыт с «творческими неудачами» у меня довольно большойП. Ф. Никонов
Для 5-й республиканской выставки «Советская Россия», посвященной ХХV съезду партии, Никонов пишет картину «Москва праздничная» (1974–1975). Работа была создана как парная к картине Э. Г. Браговского «Москва трудовая» (1974–1975).

### Группа «Девять» и время творческих поисков
Вместе с братом Михаилом был членом группы «Девять». В объединении в разное время состояли художники Н. А. Андронов, Б. Г. Биргер, В. Г. Вейсберг, Н. А. Егоршина, М. В. Иванов, К. А. Мордовин, М. Ф. Никонов, Л. Л. Берлин и М. В. Фаворская.  Художников объединяло стремление к творческому эксперименту и обновлению художественного языка, а также к модернистской живописной культурной традиции. С 1961 до 1973 года прошли четыре выставки объединения. Объединение распалось из-за внутренних конфликтов. Последняя выставка «Девяти» прошла в 1978 году в выставочном зале на улице Вавилова, в ней приняли участие только 4 художника: В. Г. Вейсберг, М. В. Иванов, К. А. Мордвин и П. Ф. Никонов.
Вторая половина 1960-х и 1970-е годы были посвящены творческому осмыслению художественного наследия 1920-х и 1930-х, а также поиску собственного пластического языка. По словам искусствоведа и друга художника Елены Муриной, это был «период явной растерянности в поисках близких по духу творческих ориентиров». В эти годы Никонов побывал в нескольких творческих командировках в Азербайджане, Средней Азии, Мордовии и на Белом море, однако в результате этих поездок так не появились новые картины, воспевающие трудовые достижения социализма.

### Деревенская тема
В 1972 году Никонов впервые оказался в деревне Алексино Калязинского района Калининской области, где он приобрёл дом, построил мастерскую и работал в ней бо́льшую часть года. В 1970-х и 1980-х годах появляются картины, посвящённые теме деревни, например, «Ненастье» (1984). Деревенская тема на многие годы стала главной в творчестве Никонова. В 1980-х годах складывается узнаваемый авторский язык, для которого характерна экспрессия и многослойность. Одним из самых ярких образов деревенского цикла стала затопленная в 1939 году при строительстве Угличского водохранилища колокольня в Калязине, которой Никонов посвятил целый ряд картин.
Всё, что вижу вокруг себя, то и рисую. В деревне восприятие острее и проще, чем в городе. Небо и земля, а на ней человек со своими проблемами.П. Ф. Никонов
У Никонова — правда о сегодняшней, живой, хотя и умирающей деревне. В представлении художника она — в центре мира. Земля, небо, человек, его труд, который он несет как крест в течение всей жизни — до гроба, — это никоновская вселенная. Она великая, но страшная. Никто прежде не достигал такого драматического напряжения в изображении русской деревни. Художник ставит нас лицом к лицу этого трагического мира и вместе с тем заставляет нас почувствовать его высшую красоту — первородство земли, беспредельность неба, сопричастность космосу человеческого бытия и значение правды, которую всегда искали люди России. Та сила, которая жива в природе и человеке, рождает веру и надежду.Д. В. Сарабьянов
Будучи человеком сугубо городским, Никонов ищет в деревне не столько следы исчезнувшей крестьянской цивилизации, сколько проявления чего-то архетипического и общечеловеческого. <...> Со временем никоновские сюжеты становились все более аллегоричными, а манера — более экспрессивной. В небесах у него постоянно происходит нечто бурное и мистическое, как на картинах Эль Греко, а «человек на земле» становится то участником античного хора, то главным героем некоего действа космического масштаба. Скажем, сельский быт без нажима трансформируется в библейские мотивы. И все это выражено в категориях живописи как таковой — без избыточных литературных подпорок.Д. А. Смолев
В конце 1990-х и в 2000-х годах Никонов обращается к библейским сюжетам. Одна из самых известных картин этого цикла — «Человек, несущий крест» (2005).

### Профессор мастерской станковой живописи
С 1998-го по 2006 год руководил мастерской станковой живописи в МГАХИ им. В. И. Сурикова вместе с Ю. А. Шишковым. Никонов возглавил мастерскую, которой с 1992 года до своей смерти в 1998 году руководил Н. И. Андронов. В отличие от других мастерских института, набор студентов в неё происходил сразу с первого курса (в то время как в большинство других мастерских с третьего). Мастерскую Андронова и Никонова отличала атмосфера творческого эксперимента и отношение к студентам, как к коллегам. Главной дисциплиной на протяжении всех лет существования мастерской была композиция. Никонов продолжал общение и старался поддерживать своих учеников после окончания института.
В 2010—2011 годах в залах Российской Академии Художеств прошла выставка «Диалог: Павел Никонов и молодые художники», на которой были представлены работы Павла Никонова и выпускников его мастерской.
В 2024 году в Музейно-выставочном комплексе Российской академии художеств в Галерее искусств Зураба Церетели открылась выставка «Право на ошибку», приуроченная к 30-летию мастерской, в которой приняли участие художники Павел Никонов и Юрий Шишков, а так же 28 их учеников
.

## Работы находятся в собраниях
- Государственная Третьяковская галерея, Москва
- Государственный Русский музей, Санкт-Петербург
- Национальная художественная галерея Болгарии, София
- Государственный музей искусств Республики Казахстан имени А. Кастеева, Алма-Ата
- Московский музей современного искусства, Москва
- Музей Москвы, Москва
- Государственный историко-художественный и литературный Музей-заповедник «Абрамцево», Абрамцево
- Российская Академия художеств, Москва
- Научно-исследовательский музей при Российской академии художеств, Санкт-Петербург
- Музей изобразительных искусств Кузбасса, Кемерово
- Вологодская областная картинная галерея, Вологда
- Дальневосточный художественный музей, Хабаровск
- Государственное музейное объединение «Художественная культура Русского Севера», Архангельск
- Оренбургский областной музей изобразительных искусств, Оренбург
- Курская государственная картинная галерея имени А. А. Дейнеки, Курск
- Магнитогорская картинная галерея, Магнитогорск
- Ростовский областной музей изобразительных искусств, Ростов
- Тульский музей изобразительных искусств, Тула
- Ярославский художественный музей, Ярославль
- Тверская областная картинная галерея, Тверь
- Пермская государственная художественная галерея, Пермь
- Саратовский государственный художественный музей имени А. Н. Радищева, Саратов
- Калининградский областной музей изобразительных искусств, Калининград
- Волгоградский музей изобразительных искусств им. И. И. Машкова, Волгоград
- Ульяновский областной художественный музей, Ульяновск
- Курганский областной художественный музей им. Г. А. Травникова, Курган[37]

## Персональные выставки
- 2005 — «Павел Никонов. Живопись, графика. 1980—2004». Государственная Третьяковская галерея, Москва.
- 2008 — «Павел Никонов». Государственный Русский музей, Санкт-Петербург.
- 2008 — «Деревня Алексино как центр мироздания». Галерея «КвадраТ», Санкт-Петербург[38][39].
- 2013 — «Тогда и теперь». Галерея «Ковчег», Москва[40].
- 2016 — «Павел Никонов. Живопись». Народный дом, Кирилло-Белозерский историко-архитектурный и художественный музей-заповедникй, Кириллов.
- 2018 — «Новый Никонов». Выставочные залы Государственного музея А.С. Пушкина, Москва.
- 2020 — «Никоновы. Три художника». Государственная Третьяковская галерея, Москва[41].
- 2020 — «Павел Никонов. Время бури». Итальянский зал Санкт-Петербургской академии художеств имени Ильи Репина, Санкт-Петербург
- 2020 — «Павел Никонов. Живопись наблюдений». Российская академия художеств, Москва[41].
- 2021 — «Вещество существования. Виктория и Павел Никоновы. Живопись». Муниципальный выставочный зал, Воронеж[42].
- 2021 — «Павел Никонов. Живопись, графика». Рязанский государственный областной художественный музей им. И.П. Пожалостина, Рязань.
- 2021 — «Среда обитания. Павел Никонов. Живопись / Рауль Скрылёв. Фотография». Городском выставочный зал, Петрозаводск.
- 2023 — «Никонов Павел. В потоке времени. Пастель, акварель, темпера». Галерея Назарова, Липецк.
- 2024 — «Павел Никонов. Осень патриарха». Галерея Открытый клуб, Москва[43].
- 2025 — «Только живопись. Павел Никонов». Рязанский художественный музей им. И.П. Пожалостина, Рязань[44].

## Семья
- Отец Никонов, Фёдор Павлович (1894—1975) — советский военный деятель.
- Мать Фишер, Зинаида Юльевна (1892—1970)— заведующая библиотекой Генерального штаба РККА.
- Брат Никонов, Михаил Фёдорович (1928—2010) — советский художник.
- Жена Старицына Виктория Александровна (1928).
- Дочь Никонова, Виктория Павловна (1968—2008) — российская художница.
- Сын Никонов Андрей Павлович (1955) — врач, профессор.

## Награды
- 1957 — Серебряная медаль за картину «Октябрь» (1956) на Всесоюзной художественной выставке на VI Всемирном фестивале молодёжи и студентов в Москве.[45].
- 1981 — Заслуженный художник РСФСР (16 июня 1981 года).
- 1985 — Первая премия на V Международной выставке реалистической живописи в Софии (Народная Республика Болгария) за картину «Деревенские похороны».
- 1991 — Премия им. П. П. Кончаловского[46].
- 1994 — Народный художник Российской Федерации (26 мая 1994 года) — за большие заслуги в области изобразительного искусства[47].
- 2001 — Государственная премия Российской Федерации 2001 года в области изобразительного искусства (10 июня 2002 года) — за живописные произведения «Деревенский цикл»[48].
- 2001 — Ордена Почёта (28 июня 2001 года) — за многолетнюю плодотворную деятельность в области культуры и искусства, большой вклад в укрепление дружбы и сотрудничества между народами[49].
- 2022 — Государственная премия Российской Федерации в области литературы и искусства 2021 года (9 июня 2022 года) — за вклад в развитие отечественного и мирового изобразительного искусства[50].

## Ученики
Виталий Беспятый, Павел Боркунов, Евгения Буравлёва, Елена Бурыкина-Никонова, Ольга Гавришева, Александр Глухов, Максим Глухов, Дмитрий Грачёв, Ольга Гуревич, Айсулу Кадыржанова, Дарья Котлярова, Екатерина Клочкова, Евгения Косушкина, Никита Кулинич, Виктория Никонова, Владимир Онищук, Павел Отдельнов, Егор Плотников, Ирина Привознова, Полина Рыбакова, Дмитрий Самодин, Наталья Ситникова, Максим Смиренномудренский, Михаил Смирнов, Николай Смирнов, Мария Суворова, Айгерим Сыздыкова, Роман Усачёв, Ирина Филатова, Елена Цицулина, Татьяна Чурсина, Руслан Ямбушев и Юлия Эрдни-Араева..

## Фильмы о художнике
- «Эпизоды. Павел Никонов». 2005. Валерий Самойлов, ГТРК «Культура»
- «Никонов». 2020. Режиссёр Антон Белянкин, оператор Степан Малков. Фильм снят галереей ГРОСART при поддержке Государственной Третьяковской галереи и Государственного музея А.С.Пушкина[51].
- «Павел Никонов. Мужская работа». 2020. Московская биеннале современного искусства.
- «Павел Никонов. Во власти образа». 2022. Q-ART, ГРОСART[52].